# Société industrielle d'Elbeuf
La Société industrielle d'Elbeuf est une société savante fondée à Elbeuf en 1857.

## Présidents
- Alexandre Poussin
- Paul Pion
- Pierre Pelletier
- Xavier Pelletier
- Paul Desbois-Grard
- Charles Avenel
- Georges Bourgeois

## Anciens membres
- Pierre Mathieu Bourdon
- Auguste Houzeau
- Charles Mouchel